# Festung Nehaj
Die Festung Nehaj, auch Kula Nehaj (kroatisch für Der Turm Nehaj) und Nehajgrad (kroatisch für Die Stadt Nehaj), befindet sich auf dem Berg Nehaj in der Stadt Senj in Kroatien (Gespanschaft Lika-Senj). Sie ist eine gut erhaltene Festung aus dem 16. Jahrhundert und war Hauptsitz der Uskoken, einer militärischen Gemeinschaft christlicher (zuletzt mehrheitlich katholischer) Kriegsflüchtlinge.

## Geschichte
Die Stadt Senj war bis ins 15. Jahrhundert im Besitz der kroatischen Familie der Frankopanen. Ob zu dieser Zeit auf dem Berg bereits eine mittelalterliche Burg stand, ist unbekannt.
Bei der Rekonstruktion der Festung im Jahre 1965 fand man die Überreste der Kirche des heiligen Juraj aus dem 11. bis 12. Jahrhundert. Sie war bei einem Türkenüberfall 1520 abgebrannt und die Reste beim Festungsbau abgerissen worden. Bei den Ausgrabungen fand man die sogenannte Tafel von Senj, eine Tafel in glagolitischer Schrift aus der Zeit um 1100, die zu den ältesten kroatischen Schriftdokumenten zählt.
1539 wurde Ivan Lenković Senjer Hauptmann. Er berichtete an den kaiserlichen Hof über den Zustand der Festungsanlagen der Region und trat für den Bau einer Festung auf dem Berg ein. Nach Bereitstellung der Gelder durch Kaiser Ferdinand I. begann 1558 der Bau der Anlage. Alle außerhalb der Stadt Senj gelegenen Gebäude wurden auf Befehl Lenkovićs abgerissen und das Material beim Festungsbau verwendet.
Die Anlage hat einen quadratischen Grundriss mit einer Seitenlänge von 23,5 m und eine Höhe von 18 m. In drei Wehrgeschossen sind 100 Schießscharten für Handfeuerwaffen und elf Geschützscharten angeordnet. Im zweiten Wehrgeschoss und auf der Dachplattform gibt es an allen vier Ecken vorkragende Halbtürme (Échauguette), die die Bestreichung der Flanken ermöglichen. Im Inneren der Festung gibt es einen engen Innenhof.
Eng verbunden mit der Geschichte der Burg ist die Gemeinschaft der Uskoken, einer um 1500 entstandenen Gemeinschaft von Heiducken, die von den Osmanen aus ihren angestammten Gebieten vertrieben worden waren. Ihr Hauptsitz war zunächst Klis. Nach der Eroberung von Klis durch die Türken im Jahr 1537 wurde Senj der Hauptstützpunkt der Uskoken. Bis zu 1000 Bewaffnete konnte die Gemeinschaft aufstellen. An der Grenze des Habsburgerreiches angesiedelt, genossen sie als halbmilitärische Organisation zur Grenzsicherung die Unterstützung des deutschen Kaisers. So konnten sie über hundert Jahre ihre Unabhängigkeit bewahren. Im Kampf gegen die Fremdherrschaft waren ihre Gegner einerseits die Türken des Osmanischen Reiches und andererseits die Republik Venedig, die an der dalmatinischen Küste über ausgedehnte Gebiete verfügte.

## Galerie

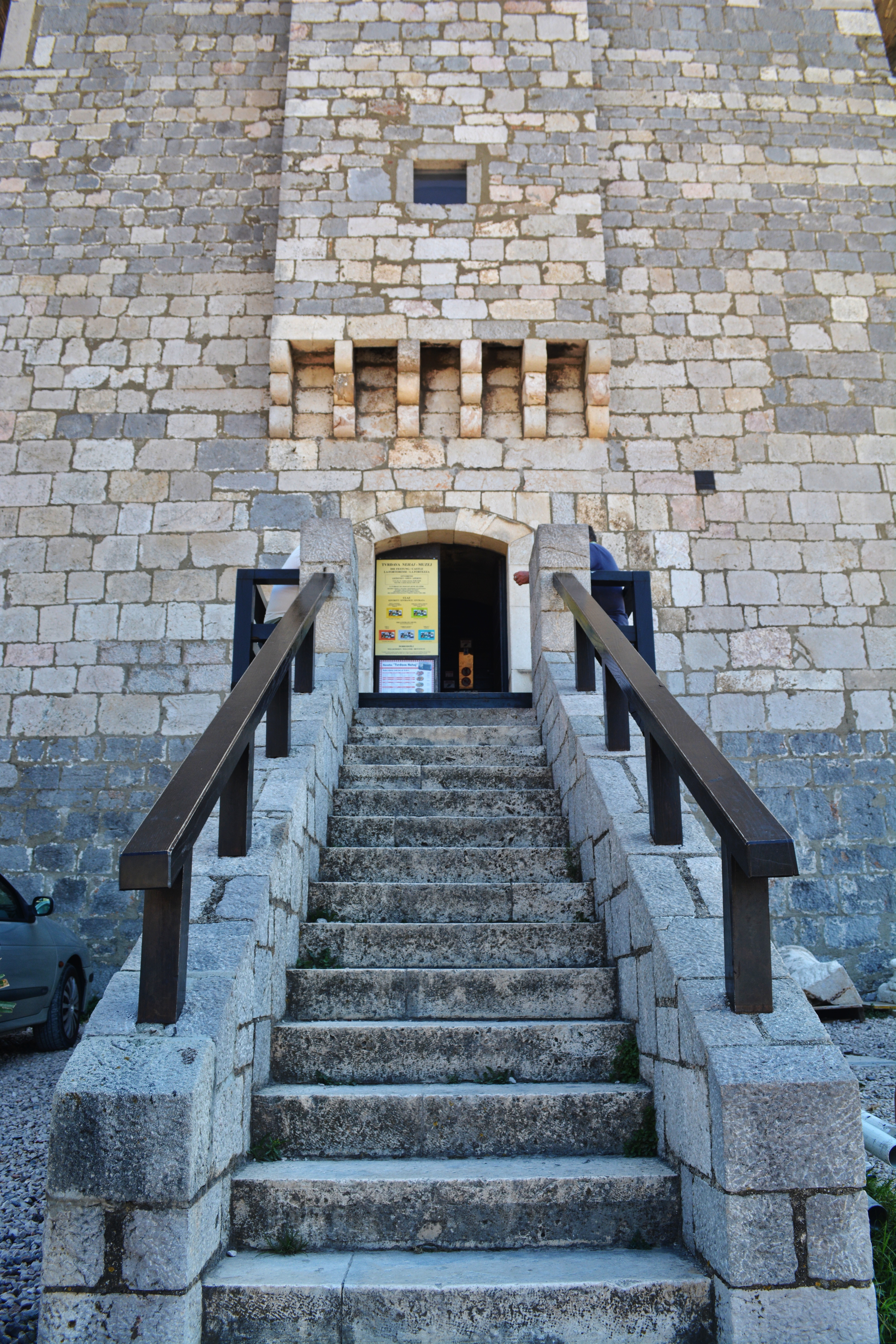
Zugang zur Festung
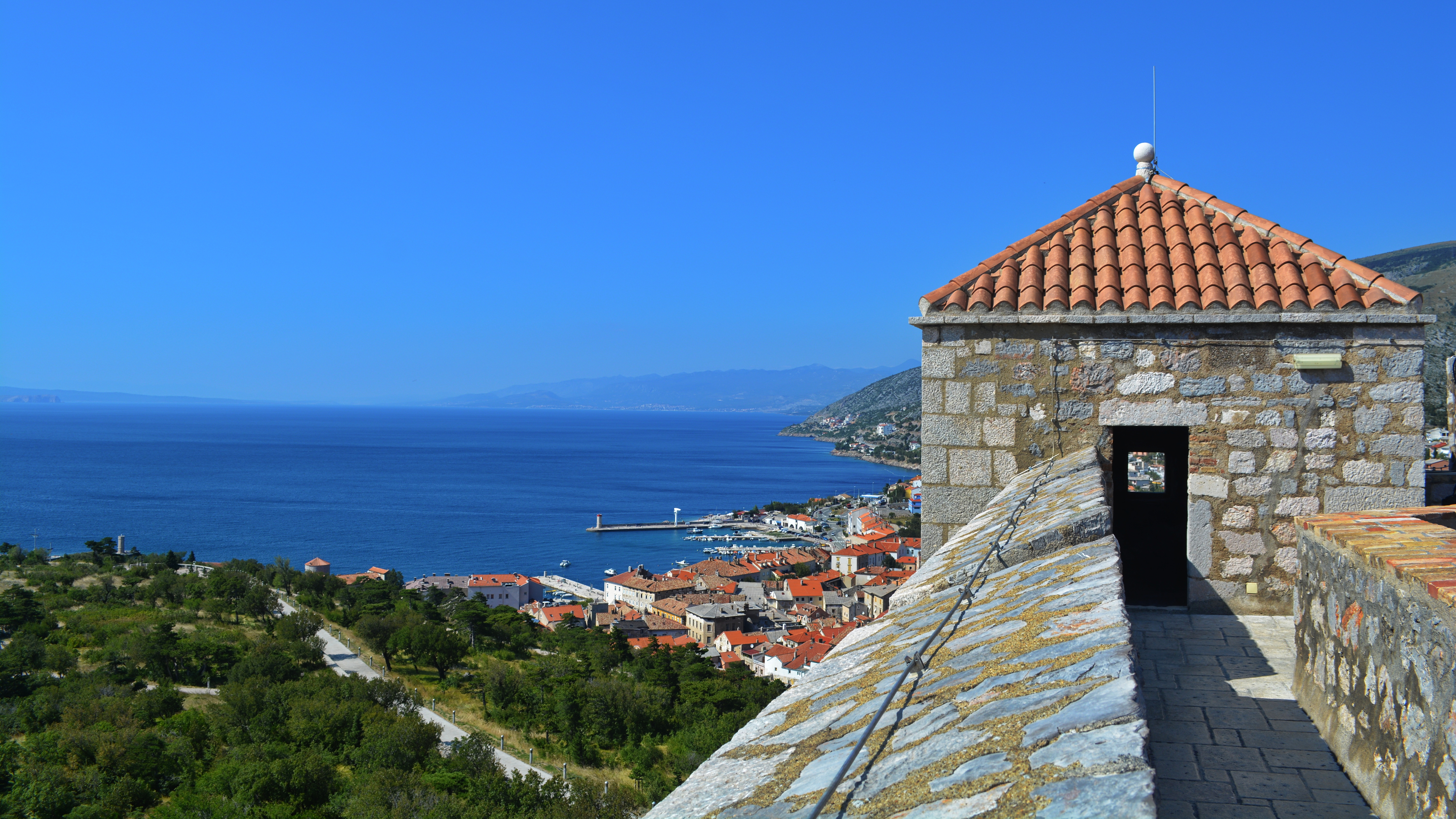
Blick auf die Küste
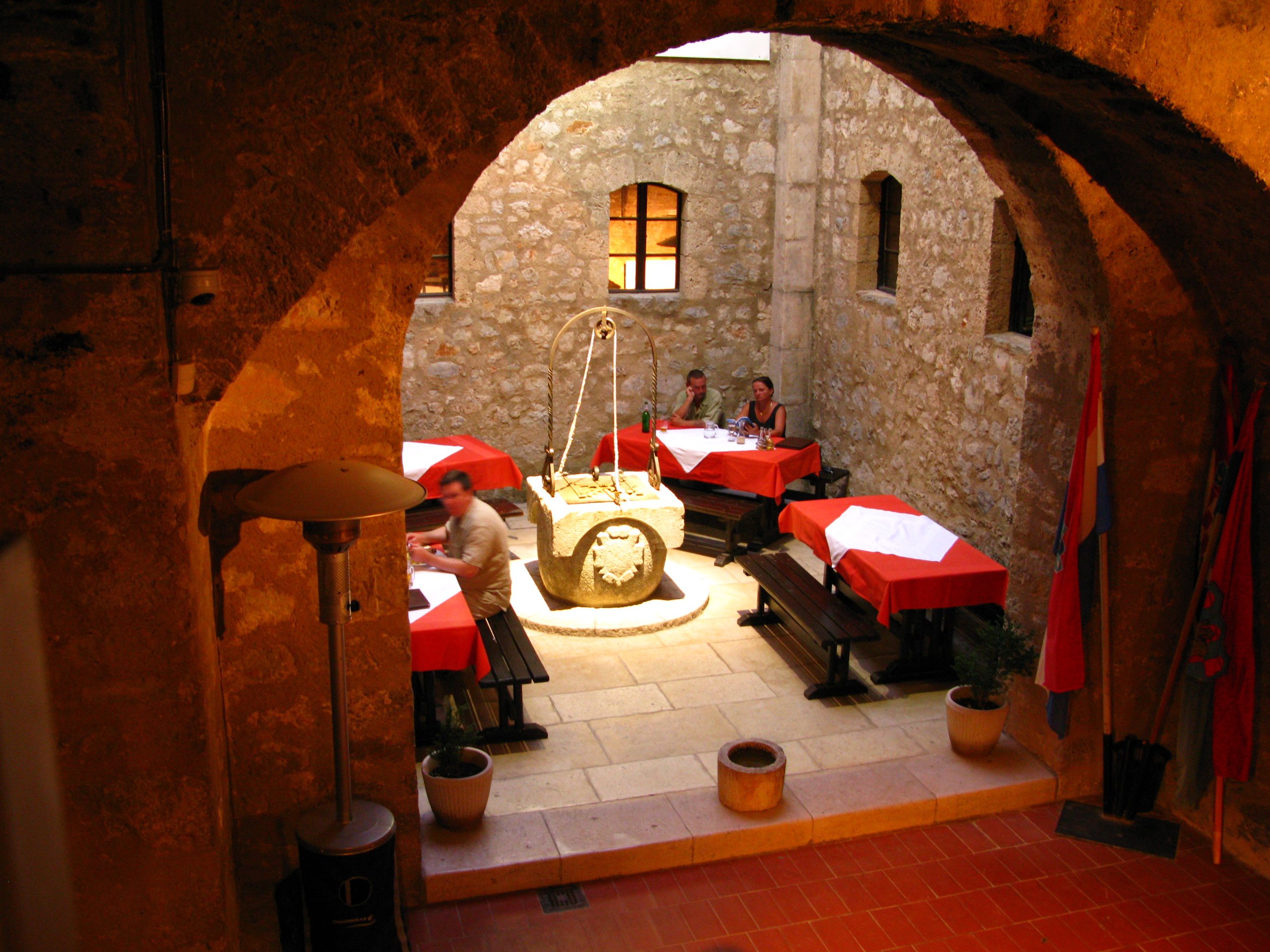
Restaurant im überdachten Burghof
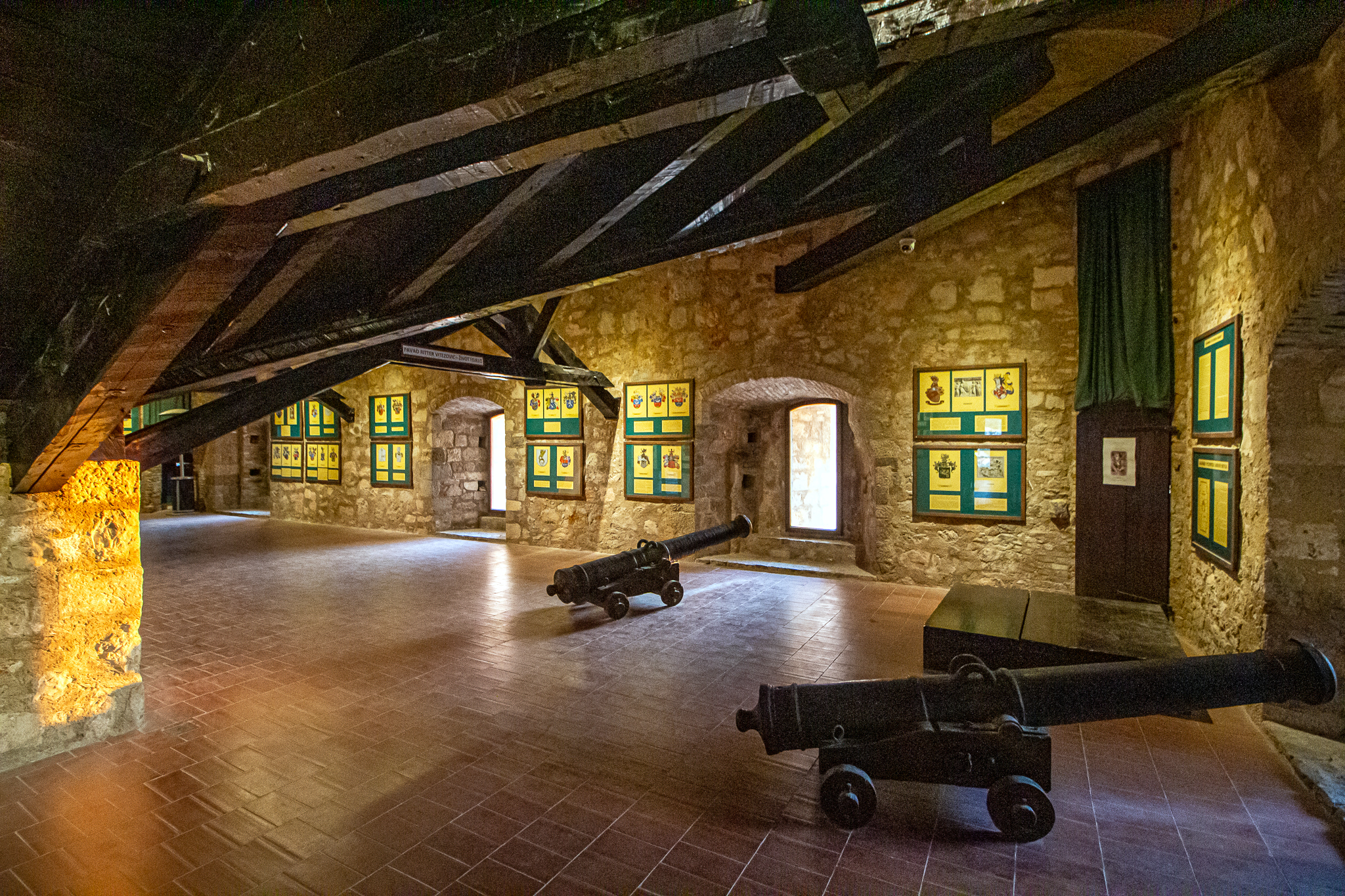
Kanonenraum der Festung
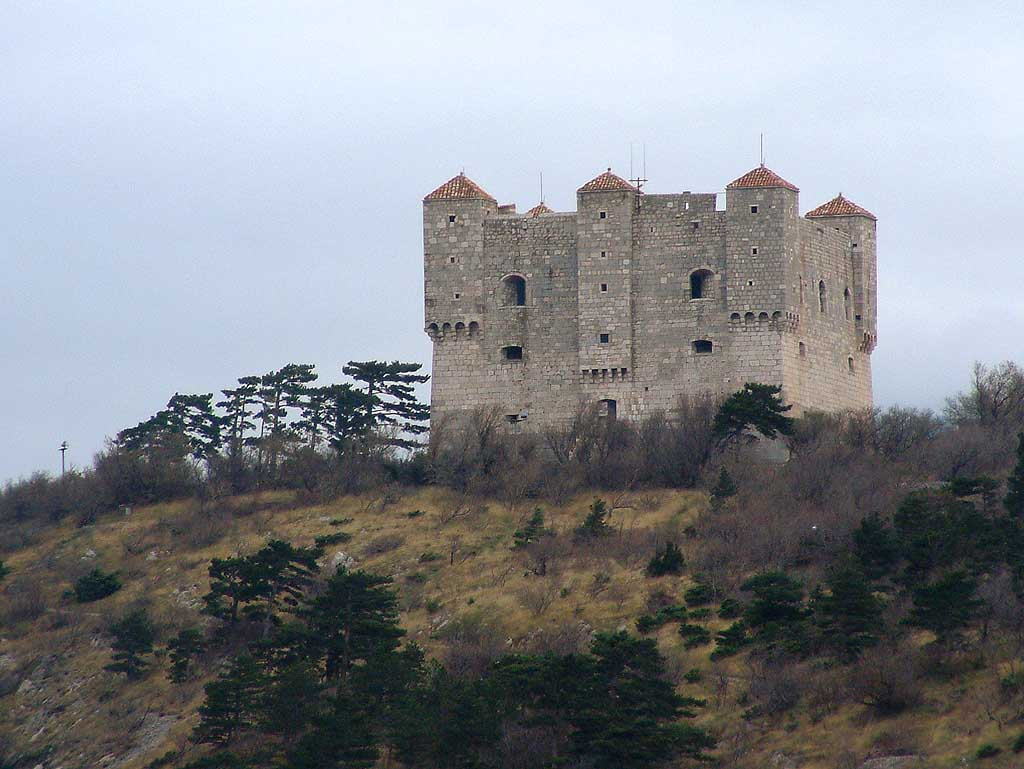
Die Festung Nehaj befindet sich auf dem gleichnamigen Berg
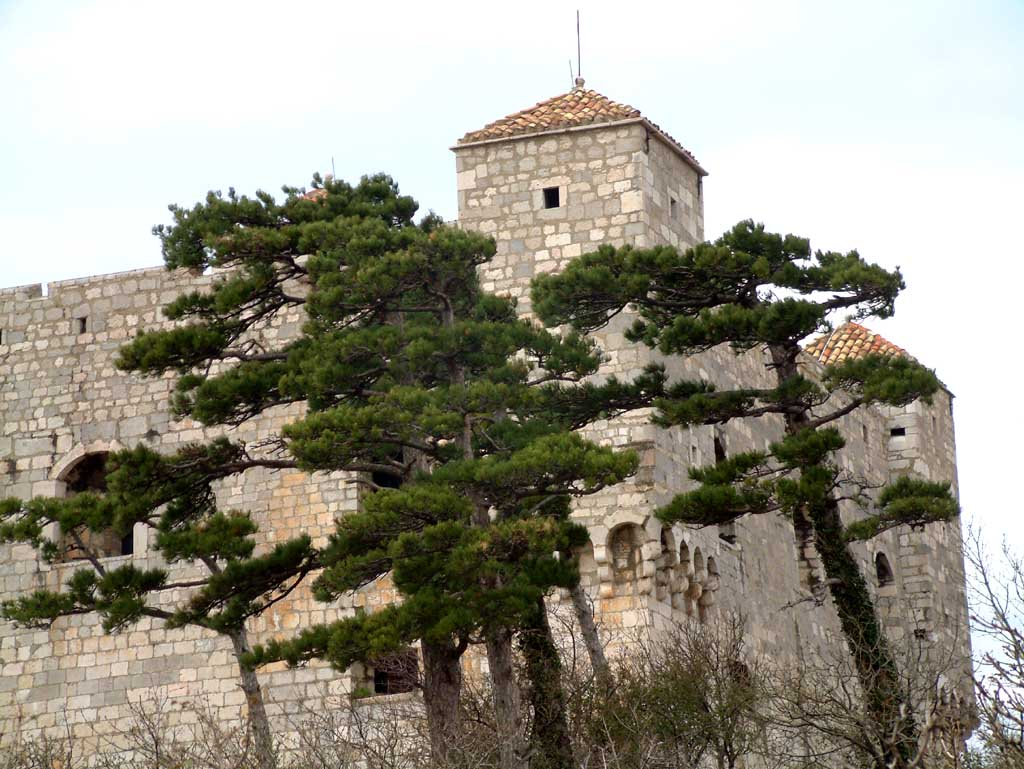
Eingang zum Hauptgebäude und Turm

## Sonstiges
Die Festung Nehaj befindet sich heute in staatlichem Besitz und dient als Museum und Ausflugsziel.
Bekannt wurde die Burg auch durch den Kinderbuch-Klassiker Die rote Zora und ihre Bande von Kurt Held. Auch in dessen Erstverfilmung ist die Burg zu sehen.